# Tobias Schättin
Tobias Schättin (* 5. Juni 1997 in Zürich) ist ein Schweizer Fussballspieler. Schättin spielt seit Juni 2021 für den FC Winterthur in der höchsten Schweizer Liga.

## Karriere
Schättin durchlief die Junioren beim SC Veltheim und beim FC Winterthur und war Teil der Schweizer U15-, U16-, U17-, U19- und U21-Nationalmannschaften. In der Rückrunde der Saison 2013/14 wurde Schättin erstmals im Kader der 1. Mannschaft gelistet, kam jedoch noch zu keinem Einsatz. Danach musste er nach einer Knieoperation die gesamte Saison 2014/15 aussetzen, erst zu Beginn der Rückrunde 2015/16 kam er wieder zu vier Einsätzen in der 1. Mannschaft. Trotz der langen Verletzungspause erhielt er im Sommer 2016 beim FC Winterthur einen Dreijahresvertrag. Danach war Schättin jedoch Teil der Mannschaft, in der Saison 2016/17 kam er zu 22 Einsätzen in der Challenge League. In der darauffolgenden Saison kam er auf 18 Einsätzen und schoss zwei Tore, bis er im März 2018 während der verlängerten Transferfrist auf Leihbasis mit Kaufoption zum FC Zürich wechselte. Dort kam er jedoch nur zu vier Einsätzen in der Super League und kehrte im Sommer mit einer Knieverletzung nach Winterthur zurück. Zur Spielzeit 2020/21 wurde er vom FCZ fest verpflichtet. Sowohl im ersten Cupspiel als auch in den ersten drei Ligaspielen stand er stets in der Startelf, im weiteren Verlauf der Hinrunde wurde er jedoch nicht mehr in der ersten Mannschaft eingesetzt, und auch in der Rückrunde spielte er nur noch in drei Spielen. Im Juni 2021 kehrte er deswegen wieder zum FC Winterthur in die Challenge League zurück. In der Saison 2021/22 absolvierte er 24 Ligaspiele und steuerte 2 Tore und 5 Vorlagen zum völlig unerwarteten Aufstieg des Vereins in die Super League bei.